# 김미정 (탁구 선수)
김미정(金美貞, 1989년 6월 2일 ~ )은 수원시청 탁구단 소속의 대한민국 여자 탁구 선수이다.